# 穆棱駅
穆棱駅（もくりょうえき）とは、中華人民共和国黒竜江省牡丹江市穆棱市興源鎮に位置する浜綏線の駅。

## 歴史
- 1901年　開業。
- 2015年12月 - 新線付け替えに伴い旧駅のあった穆棱鎮から12.5km離れた興源鎮に駅が移設される。一時は旧駅の廃止に反対する地元住民による暴動が発生する[1]。
- 2016年 - 旧駅再開。新駅との間に連絡列車が運行開始。[2]

## 隣の駅
中華人民共和国鉄道部
浜綏線
磨刀石駅 - 穆棱駅 - 細鱗河駅
城鶏線
穆棱駅 - 下城子駅
穆棱鉄道公交
旧穆棱駅 - 伊林駅 - 新穆棱駅